# Мояно, Мария Елена
Мария Елена Мояно Дельгадо (исп. María Elena Moyano Delgado; 29 ноября 1958 — 15 февраля 1992) — перуанская феминистка, организатор афроперуанского сообщества, была убита членами организации «Сендеро Луминосо». Дважды была президентом «FEPOMUVES» (Народная федерация женщин Вилья-эль-Сальвадора), до своего убийства была заместителем мэра. На её похоронах присутствовало 300 тысяч человек, что повлекло за собой снижение влияния организации «Сендеро Луминосо». Посмертно награждена Орденом Заслуг.

## Биография
Мария Елена Мояно родилась в Сантьяго-де-Сурко, Лима 29 ноября 1958 года. В семье Эухении Дельгадо Кабреры и Хермогенес Мояно Лескано кроме неё было ещё шесть братьев и сестер. Когда ей было 13 лет семья переехала в район Вилья-эль-Сальвадор в трущобах окружающих Лиму. Мария Елена росла в бедности, получила стипендию для изучения права в университете инков Гарсиласо де Ла Вега, но через два года бросила учёбу, чтобы сосредоточиться на общественной активности. В 1980 году Мария Елена вышла замуж за Густава Пинеки, у них родилось двое детей.

## Общественная деятельность

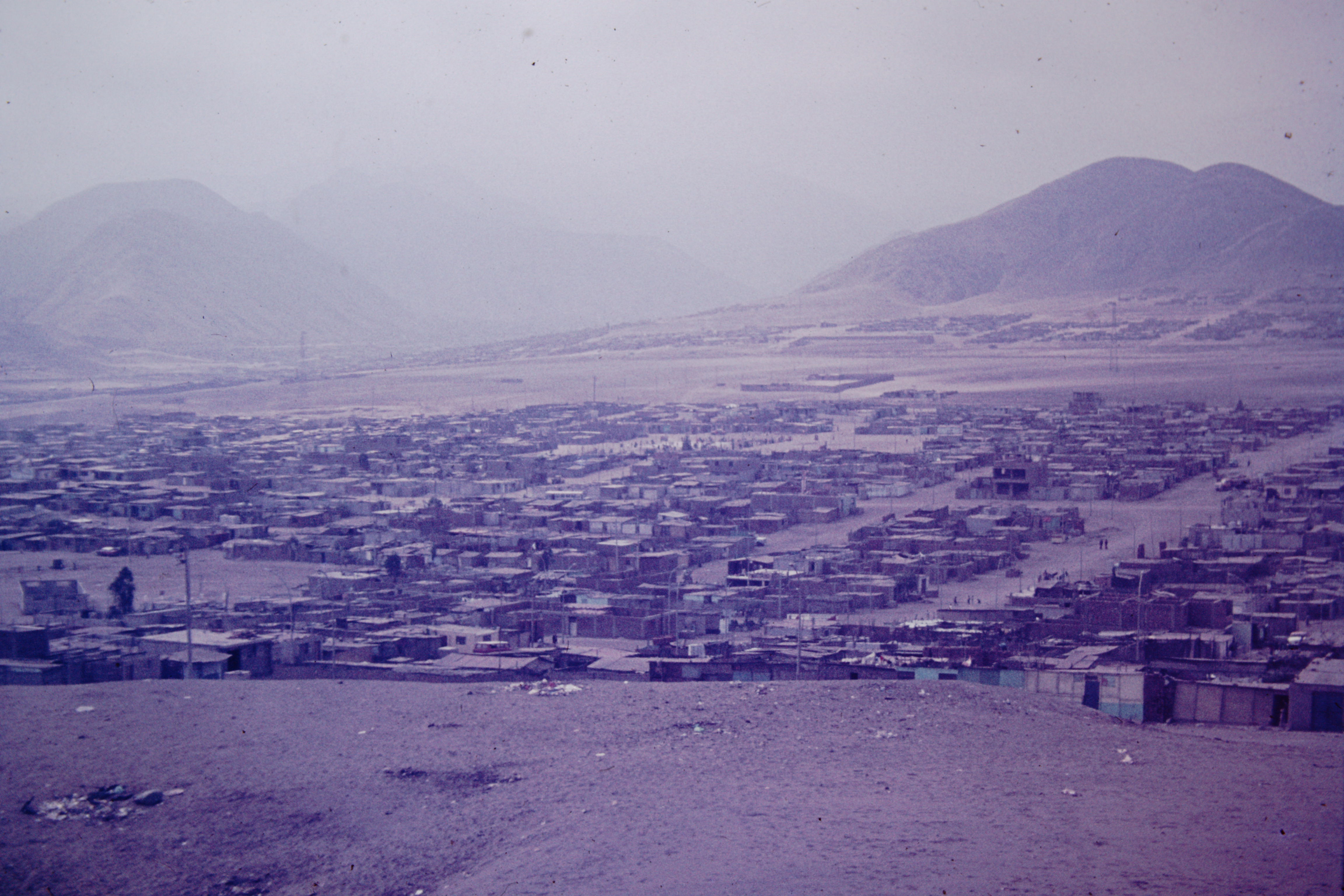
Вилья-эль-Сальвадор на фото 1975 года

На территории Вилья-эль-Сальвадора Мария Елена помогла открыть начальные школы, бесплатные столовые и клубы для матерей. В 1983 году — одна из участниц создания Народной федерации женщин Вилья-эль-Сальвадора «FEPOMUVES». Федерация проводила тренинги для женщин, создавала проекты и представляла их интересы. Мария Елена дважды избиралась президентом федерации. Федерация организовала местные кафе и реализовывала программу «Vaso de Leche», цель которой — заставить каждого ребёнка выпивать по стакану молока каждый день. Инициативу взял на себя мэр Лимы Альфонсо Баррантес Линган и Объединённые левые, а после этим занималась федерация «FEPOMUVES». В 1991 году Мария Елена была назначена на должность заместителя мэра Вилья-эль-Сальвадора.
Мария Елена критиковала перуанское правительство во главе с Альберто Фухимори и организацию «Сендеро Луминосо». По её мнению, администрация неэффективно наводила порядки, а полиция была коррумпирована. Фухимори принимал радикальные меры жёсткой экономии, призванные сократить инфляцию, но усугублявшие социальные проблемы и неравенство в обществе.
Мояно была активисткой новой левой Объединённой мариатегистской партии. Зная что её могут убить, продолжала выступать против «Сендеро Луминосо», заявив что их деятельность уже не походила на революционную. В ответ «Сендеро Луминосо» объявил её «ревизионисткой». «Сендеро Луминосо» опубликовала листовки, содержащие обвинения в сторону Марии Елены, в них говорилось, что она работала на правительство и она ответственна за взрыв распределительного центра, Мария Елена опровергла эти обвинения. Хуана Лопес Леон и ещё одни активист Васо де Лече, были убиты «Сендеро Луминосо» 31 августа 1991 года, после чего Мария Елена начала получать письма с угрозами расправы. Она на время покинула страну, а по возвращении к ней представили телохранителей. Когда «Сендеро Луминосо» 14 февраля 1992 года призвала к вооружённым забастовкам и всем оставаться дома, она выступила с протестом, возглавив марш мира. Мария Елена верила в ненасилие, выступая за социальную справедливость и самоуправление.

## Убийство
15 февраля 1992 года Мария Елена Мояно была убита на глазах у своих детей на обширном мероприятии в Вилья-эль-Сальвадоре членами организации «Сендеро Луминосо». Убийцы застрелили её, а затем взорвали её тело взрывчаткой. По предварительным данным на её похоронах присутствовало около 300 тысяч человек. Наряду с арестом лидера «Сендеро Луминосо» Абимаэля Гусмана в сентябре 1992 года возмущение убийством Марии Елены рассматривалось как важный шаг к ослаблению поддержки организации. Президент Педро Пабло Кучински посмертно наградил Марию Елену орденом Заслуг. Награда была передана её матери в 2017 году.
В 1993 году опубликована книга María Elena Moyano. Perú, en busca de una esperanza под редакцией Дианы Милославич. В 2000 году опубликован английский перевод — The Autobiography of María Elena Moyano: The Life and Death of a Peruvian Activist («Автобиография Марии Елены Мояно: Жизнь и смерть перуанской активистки»).
В 1998 году был выпущен фильм «Мужество» (Coraje). В нём рассказывалась художественная версия жизни Марии Елены. Amnesty International опубликовала отчёт о правах человека в Перу в 1997 году, который был посвящен памяти Марии Елены. Центр исследований Латинской Америки и Карибского бассейна при Иллинойсском университете в Урбане-Шампейне в 2017 году учредил Фонд стипендии имени Марии Елены Мояно для финансирования испаноязычных аспирантов из Латинской Америки.